# トッキー (栃木SC)

新型コロナウイルス感染症の感染対策を呼び掛ける、栃木県内に本拠地を置くプロスポーツチームのマスコットキャラクター。画像右側にいるのがトッキー。

トッキーとは、Jリーグ・栃木SCのマスコットキャラクター。

## 概要
- 栃木SCでは、結成から長らくチームのマスコットキャラクターは不在であったが、2011年7月にサルをモチーフにしたマスコットが誕生[1]。
- 名前をファン・サポーターから公募することになった。その結果、10月に応募総数・7748票の中から「栃木」「モンキー」「黄（栃木SCのチームカラー）」などから連想された名前である公募1位の「トッキー」に決定した[2]。
  - ちなみに2位以下は、「2位・トチモン」「3位：トチッキー」「4位：ウインキー」など。
- 初お披露目は2011年11月26日のJ2第37節大分トリニータ戦(栃木県グリーンスタジアム)。

## 容姿・特徴
- 栃木県の観光地・日光ゆかりの猿をモチーフ。頭の毛の真中の部分がモヒカン風に黄色く染めてある。
- 耳が左右で異なっており、それぞれ"S"と"C"に見えるようになっている。
- やんちゃで冒険心と好奇心いっぱいの“少年猿”という設定。
- 1stユニホームを着用している（背番号はなし）。